# Asociación Nacional de Comunicación Humana y Ecología
La Asociación Nacional de Comunicación Humana y Ecología, conocida por las siglas ANCHE fue un colectivo feminista creado el día después de la muerte del dictador Francisco Franco el 21 de noviembre de 1975 en Barcelona bajo el respaldo del grupo con el mismo nombre con cobertura legal del Colegio de Ingenieros Industriales de Barcelona. Se disolvió en 1977. Se definió como un grupo no radical ni reformista, representado una "tercera vía" junto con el Frente de Liberación de la Mujer (1976) defendiendo que la lucha feminista estaba relacionada con la revolución socialista pero no supeditada a ella. Estaba abierto a todas las mujeres que desearan participar en él sin más condición que el propósito de lucha por su liberación como mujeres, y en ella participaron tanto mujeres alineadas con partidos políticos como independientes.

## Historia
A causa de la presión de la dictadura actuó bajo la cobertura de unas siglas que no se relacionaban con el feminismo ANCHE Asociación Nacional de Comunicación Humana y Ecología bajo la cobertura legal del Colegio de Ingenieros Industriales de Barcelona.
Formaban parte de la llamada "tercera vía" o tendencia lucha de clases intentando una conciliación entre la posición del feminismo político que luchaba en defensa de los derechos de las mujeres  y a la vez por la instauración de la democracia y una sociedad democrática (entre las organizaciones estaban MDM-MLM, ADM y ULM y la posición del feminismo radical que planteaba la lucha feminista de manera independiente de partidos y sindicatos, la militancia única y que consideraba el feminismo como alternativa global sociopolítica (Seminarios y Colectivos Feministas, LAMAR y LAMBROA.
Intentan llevar a cabo una lucha ideológica vinculada a la práctica. Para ellas las mujeres no son una clase social, aunque relacionen su explotación con una sociedad dividida en clases. Para A.N.C.H.E. el movimiento está aún en fase de expansión y debe ser autónomo e independiente respecto a los hombres y a otras organizaciones.
Estuvo formado tanto por mujeres alineadas con partidos políticos como independientes como Laura Tremosa, Núria Pompeia y Mireia Bofill entre otras.
No consideraban que la mujer deba luchar contra el hombre y tampoco que la mujer era una clase social "creemos que las mujeres como tales no constituyen una clase social, es más, pueden estar integradas en clases distintas, pese a su situación general de opresión. Sin embargo, constatamos que existe una relación entra la opresión y la explotación específica de la mujer y la organización de una sociedad dividida en clases."  También consideran que no puede establecerse una separación entre lo personal y lo colectivo ya que los problemas personales son parte integrante del problema colectivo. Y señalan "es necesario crear unas personas (hombres y mujeres) nueva y un nuevo tipo de relaciones, para una sociedad nueva". Defienden que el feminismo es política en sentido amplio, consideran que es imprescindible definirse por un tipo de política determinado y apuntan "la única que nos interesa es la lucha por el socialismo".
Se plantearon posiciones confrontadas internas, una corriente admitía la doble militancia feminista y política y tenía como objetivo impulsar el movimiento de mujeres a partir de la compaginación de la lucha de clases con la lucha específica de las mujeres para su liberación enfrentando los problemas específicos como la contracepción, el aborto o la discriminación legal junto a una crítica feminista al capitalismo patriarcal. La otra corriente apoyaba los grupos de afinidad centrados de forma exclusiva en la situación concreta de las mujeres y abogaba por funcionar como grupo feminista autónomo. 
El ANCHE (junto con el Moviment de Dones) fue creciendo gracias al asesoramiento sobre control de la natalidad que proponía, incorporándose a todo tipo de militancias llegando a pensar en una teorización del feminismo.
Las diferentes perspectivas llevaron a su disolución en 1977.
Formó parte del Secretariado de Organizaciones No Gubernamentales en Barcelona que pretendía originar un proceso de estudio y análisis sobre la problemática de la mujer que culminaría con las Jornadas Catalanas de la Mujer

## Posición en las Jornadas Catalanas de la Mujer
ANCHE de Barcelona en la ponencia sobre Mujer y Política planteó diversas reflexiones alternativas:
1. Que candidatos y partidos rivalicen en ofrecernos programas que tengan en cuenta nuestros intereses. ANCHE: Imponer con nuestra lucha nuestros programas.
2. Mentalización de la masa femenina para poder participar en la vida política. ANCHE: Mentalización de la masa femenina para que participe en la lucha feminista. ANCHE: Formación de dirigentes políticas capaces de intervenir competitivamente en la vida política de los partidos.
3. Formación de dirigentes políticas capaces de intervenir competitivamente en la vida política de los partidos. ANCHE: Acabar con el liderismo y la competitividad, valores típicamente machistas.
4. Mentalización de las fuerzas feministas para que intervengan en la vida política de los partidos. ANCHE: Mentalizar a los partidos para que se den cuenta del carácter revolucionario de nuestra lucha
5. Presionar a los partidos políticos para que den entrada en cargos dirigentes a una representación femenina proporcional al peso del electorado femenino. ANCHE: Con nuestra lucha imponer nuestra presencia y nuestras reivindicaciones.

## Publicaciones
El grupo publicó los folletos "Contracepción y aborto" y "Las leyes que discriminan a la mujer".